# Лю Чжень
Лю Чжень (*刘桢, прибл. 170 —217) — китайський поет часів падіння династії Хань, один з «Семи мужів».

## Життєпис
Народився у м. Дунпін (територія сучасної провінції Шаньдун). Отримав класичну освіту. Згодом опинився при імператорському дворі, а згодом увійшов до почту впливого військовика та сановника Цао Цао. Останній призначив Лю міністром. Втім доволі критичні висловлювання Лю Чженя стосовно діяльності Цао призвело у звинуваченні у неповазі та запроторено за ґрати. Завдяки заступництву Цао Пі його не було страчено, а заслано до провінції. Згодом повернуно до столиці. тут він й помер під час моровиці невідомої хвороби.

## Творчість
Один з представників групи інтелектуалів—поетів «Сім мужів». Був майстром у жанрі фу. З усього доробку відомо про 15 віршів. найвідомішим є цикл «Підношу двоюрідному братові».